# Catherine Leroy
Catherine Leroy (27 de agosto de 1944, París - 8 de julio de 2006, Santa Mónica) fue una fotoperiodista y fotógrafa de guerra francesa, cuyas imágenes ilustraron la historia de la Guerra de Vietnam en las páginas de la revista Life y otras publicaciones.

## Vida
Catherine Leroy se crio en un convento en París. 
Cuando era joven se conmovió por las imágenes de la guerra que había visto en la revista Paris Match y decidió viajar a Vietnam para "dar un rostro humano a la guerra". En 1966, con 21 años, compró un boleto de ida a Laos a donde viajó con una Leica M2 y $100 en el bolsillo.
A su llegada a Saigón, Leroy conoció al fotógrafo Horst Faas, jefe de la oficina de la Associated Press. Un año más tarde se convirtió en la primera periodista acreditada para participar en un salto en paracaídas en combate, uniéndose a la 173d Airborne Brigade de Operación Junction City. Dos semanas después de la batalla por la Colina 881, fue herida con una unidad de marines cerca de una zona desmilitarizada.  En 1968, durante la Ofensiva Tet, Leroy fue capturada por el Ejército de Vietnam del Norte. Se las arregló para negociar su salida y emergió como la primera persona de un equipo de prensa en tomar fotos del Ejército de Vietnam del Norte  detrás de sus propias líneas. Esta historia se convirtió en la portada de la revista Life.
Su foto más famosa «Corpsman In Anguish, (1967)». Archivado desde el original el 3 de diciembre de 2007. Consultado el 17 de abril de 2015. fue una de los tres tomada en rápida sucesión, al retratar  al  farmaceuta estadounidense, Vernon Wike. En las fotos el marinero se agachó en la hierba alta durante la batalla de la colina de 881 cerca de Khe Sanh. Él trata de ayudar a su compañero que ha sido disparado mientras que el humo de la batalla se eleva en el aire detrás de ellos. En el primer cuadro Wike tiene en sus dos manos el pecho de sus amigos, tratando de restañar la herida. En el segundo, que está tratando de encontrar un latido del corazón. En el tercer cuadro, "farmaceuta En Angustia", que acaba de darse cuenta de que el hombre está muerto.
Después de Vietnam, cubrió conflictos en varios países, como Irlanda del Norte, Chipre, Somalia, Afganistán, Irak, Irán, Libia y Líbano. Después de sus experiencias en Beirut renegó una cobertura de la guerra.
Leroy vendió originalmente su trabajo a United Press International y a Associated Press, y más tarde trabajó para Sipa Press y Gamma. En 1972, Leroy disparó y dirigió  Operación Última Patrulla , una película sobre Ron Kovic y los veteranos de Vietnam contra la guerra. Leroy coautor del libro  Dios Cried , acerca del asedio de Beirut Oeste por el ejército israelí durante la Guerra del Líbano de 1982.
Vivió en el Hotel Chelsea durante la década de los 80. Posteriormente, fundó y dirigió una tienda de ropa antigua, llamada Piece Unique. Murió en Santa Mónica, California, después de una dura batalla con el cáncer de pulmón.

## Reconocimientos
Leroy ganó numerosos premios por su trabajo, incluyendo en 1967 el George Polk premio, fotografía del Año, El Sigma Delta Chi y el Club de Nueva York del director de arte. Ella fue la primera mujer en recibir el Robert Capa Gold Medal Premio por el mejor reportaje fotográficos publicada desde el extranjero requiere un coraje excepcional - por su cobertura de la guerra civil en el Líbano, en 1976. En 1997, fue galardonada con un Premio de Honor por Servicio Distinguido en Periodismo por la Universidad de Misuri.